# Р. Скот Бакър
Р. Скот Бакър (на английски: R. Scott Bakker) е канадски писател на произведения в жанра фентъзи и фантастичен трилър.

## Биография и творчество
Ричард Скот Бакър е роден на 2 февруари 1967 г. в Симкое, Онтарио, Канада. Израства във ферма за отглеждане на тютюн. Завършва Университета на Западно Онтарио с бакалаврска степен по английска филология и магистрска степен по литературна теория и критика. Получава докторска степен по философия от университета Вандербилт.
Още докато е в колежа като хоби започва да пише и планира да направи трилогия със заглавие „Вторият Апокалипсис“ включваща книгите „Принц на нищото“ и „Аспект-император“. Постепенно книгите от трилогията се развиват в отделни поредици.
Първият му роман „Тъмнината, която предхожда“ от фентъзи поредицата „Принц на нищото“ е публикуван през 2003 г. Две хилядолетия след митичния Апокалипсис човешката цивилизация на Трите морета е разтърсена от Свещена война водена от Майтанет, новият шриах на Хилядата храма, срещу езичниците фаними. Друсас Акамиан, магьосник от школата на Завета, има задачата да разкрие политическия заговор и да предотврати Втория Апокалипсис. Книгата става бестселър и го прави известен.
През 2008 г. е издаден първият му роман „The Judging Eye“ от втората поредица „Аспект-император“, в която действието се развива 20 години след събитията в първата поредица.
Докато работи по поредицата „Принц на нищото“ съпругата му го предизвиква да напише трилър. Първият му фантастичен трилър „Невропат“ е публикуван през 2008 г. и е оценен високо от критиката.
Р. Скот Бакър живее със семейството си в Лондон, Онтарио.

## Произведения

### Самостоятелни романи
- Neuropath (2008)
- Disciple of the Dog (2010)
- Light, Time, and Gravity (2011)

### Серия „Принц на нищото“ (Prince of Nothing)
1. The Darkness That Comes Before (2003)
Тъмнината, която предхожда, т.1, изд.: ИК „Инфодар“, София (2011), прев. Симеон Цанев
Тъмнината, която предхожда, т.2, изд.: ИК „Инфодар“, София (2011), прев. Симеон Цанев
2. The Warrior-Prophet (2004)
3. The Thousandfold Thought (2006)

### Серия „Аспект-император“ (Aspect-Emperor)
1. The Judging Eye (2008)
2. The White Luck Warrior (2011)
3. The Great Ordeal (2016)
4. The Unholy Consult (2017)